# アッシュビル・ツーリスツ
アッシュビル・ツーリスツ（英語: Asheville Tourists）は、アメリカ合衆国ノースカロライナ州アッシュビルに本拠地をおくマイナーリーグのプロ野球チーム。MLBのヒューストン・アストロズ傘下A級チームでサウス・アトランティックリーグ南地区に所属している。本拠地球場はマコーミック・フィールド。

## 歴史
ノースカロライナ州アッシュビルのプロ野球の歴史は1897年からで、この当時は"ムーンシャイナーズ"というチームが存在していた。 1915年にノースカロライナステート・リーグに参加したチームがツーリスツというニックネームを採用。この名前がアッシュビルのベースボールチームに受け継がれていくこととなる。チーム名の由来は、アッシュビル近郊にあるビルトモア・エステートという1895年に完成したアメリカで最も大きな個人邸宅。アッシュビルには、この豪華なルネサンス形式の大邸宅を訪れる観光客が大勢いたため、「旅行者」を意味するツーリスツと命名された。
現在のチームは1976年にサウス・アトランティックリーグの前身であるウエスタンカロライナズ・リーグ所属の球団として創設された。
本拠地マコーミック・フィールドは1988年公開のケビン・コスナー主演映画「さよならゲーム」（原題：Bull Durham）に登場する。映画の中でコスナーが演じているベテラン捕手はアッシュビルへ移籍し、マイナーリーグの通算本塁打数の記録を作るという話になっている。

## 過去の主な所属選手
- トム・ヘンキー
- クレイグ・ビジオ
- タフィ・ローズ
- ルイス・ゴンザレス
- ケニー・ロフトン
- ボビー・アブレイユ
- ジェイミー・ライト
- トッド・ヘルトン
- エドガルド・クレメンテ
- フアン・ピエール
- ショーン・チャコーン
- フアン・ウリーベ
- ジェイソン・ジェニングス
- アーロン・クック
- マット・ホリデイ
- クリント・バームス
- スコット・ドーマン
- コーリー・サリバン
- ブラッド・ホープ
- ジェフ・フランシス
- ライアン・スパイアー
- ジェイソン・ニックス
- ジェフ・ベイカー
- ライアン・スピルボーグス
- ウバルド・ヒメネス
- イアン・スチュワート
- ジョナサン・ヘレーラ
- フランクリン・モラレス
- クリス・ネルソン
- デクスター・ファウラー
- エスミル・ロジャース
- ジョーリス・チャシーン
- レックス・ブラザーズ
- フアン・ニカシオ
- ジョーダン・パチェコ
- クリスチャン・フリードリック
- ノーラン・アレナド
- チャド・ベティス
- クリスチャン・アダメス
- コーリー・ディッカーソン
- タイラー・アンダーソン
- エディ・バトラー
- トレバー・ストーリー
- トム・マーフィー (捕手)
- デビッド・ダール
- カルロス・エステベス
- ライメル・タピア
- カイル・フリーランド
- アントニオ・センザテラ
- ライアン・マクマホン